# Rivellia melliginis
Rivellia melliginis is een vliegensoort uit de familie van de Platystomatidae. De wetenschappelijke naam van de soort is voor het eerst geldig gepubliceerd in 1855 door Fitch.